# Radikal transparens
Radikal transparens (engelska: radical transparency) är ett begrepp som används inom politik, styrning (governance), företagsvärlden och mjukvarubranschen och som syftar på metoder som radikalt ökar öppenheten i organisationsprocesser och i presentationen av olika data. Begreppets ökade användning har sammanfallit med allmänhetens ökade användning av informationsteknologi, inklusive internet. 